# Neocymbopteryx
Neocymbopteryx é um gênero de mariposa pertencente à família Crambidae.